# Parti libertarien de Russie
Le Parti libertarien de Russie (LPR, en russe : Либертарианская партия России) est un parti politique russe non enregistré qui prône les principes du libertarianisme en Russie. Il défend l'expansion des droits et des libertés civiques, une économie de libre marché, la réduction de l'influence de l'État sur la vie de la société et la neutralité en politique étrangère.
Le parti se forme à la fin de l'année 2007, mais ne devient officiel qu'à partir du 15 avril 2008, date de la notification d'enregistrement du premier comité de parti déposée auprès du ministère de la Justice.
En août 2020, le Parti libertarien de Russie connaît une scission. Depuis, il existe deux partis libertariens distincts, présidés par Sergueï Karnavski et Marina Matsapoulina.

## Idéologie
Le libertarianisme est défini par le Parti libertarien de Russie comme un système de valeurs qui prône la liberté fondée sur le l'absence d'agression et de contrainte. Les libertariens militent pour la maximisation des libertés individuelles et économiques et la minimisation du rôle de l’État dans la vie de la société.
Le libertarianisme est fondé sur le principe de non-agression et déclare que toute violence envers une autre personne ou ses biens est illégitime. Contrairement au pacifisme, le principe de non-agression n'exclut pas l'utilisation de la violence en cas de légitime défense.
Selon le point de vue libertarien, toutes les relations entre les individus doivent être volontaristes. Les seules actions qui doivent être interdites par la loi sont celles qui utilisent la force envers les autres. Si un État doit exister, sa seule fonction ne peut être autre que de protéger le droit de propriété et l'intégrité des individus.
Les libertariens ont pour objectif d'établir une société fondée sur les principes du marché libre et de l'intervention minimale de l'État dans la vie des gens. Ils prônent la responsabilité individuelle, l'inviolabilité de la propriété privée, la réduction des impôts et leur transparence, le choix de la prévoyance pour la retraite et de protection sociale. Les libertariens encouragent la charité privée et adoptent une attitude tolérante envers les différents modes de vie. Leurs demandes comprennent également la neutralité en politique étrangère, la fin de la conscription militaire et la création d'une armée professionnelle basée sur des contrats.

## Principaux objectifs du programme
Le programme du Parti libertarien de Russie est fondé sur la philosophie libertarienne, tandis que sa composante économique est construite sur les principes de l'école autrichienne d'économie. Les principaux objectifs du parti sont déclarés :
La liberté d'expression et d'opinion. Le parti s'oppose à la censure gouvernementale, ce qui signifie notamment qu'il est en faveur de l'interdiction pour les fonctionnaires d'interférer dans le travail des médias, et demande l'abrogation des lois permettant de poursuivre les individus pour leurs opinions. Le Parti libertarien de Russie demande l'abrogation inconditionnelle de toutes les dispositions réprimant les crimes de pensée et de parole, notamment l'abrogation de l'article 282 du Code pénal russe (incitation à la haine ou à l'hostilité, ainsi que de l'atteinte à la dignité humaine).
Politique étrangère neutre. Le parti plaide pour l'arrêt d'ingérence dans les affaires d'autres États, notamment par le biais d'une assistance militaire ou économique. Les libertariens estiment que la participation à des organisations internationales est indésirable, car elle impose des restrictions à la liberté des citoyens russes, notamment en entravant le commerce, l'échange d'informations et la liberté de voyager à l'étranger.
Réforme constitutionnelle. Selon les libertariens russes, la Constitution actuelle de la fédération de Russie est incohérente en ce qui concerne les droits civils (par exemple, ils considèrent que la proclamation de l'État social contredit la nature de la liberté). De plus, les droits constitutionnels tels que la liberté de réunion sont injustement restreints par d'autres actes législatifs. Par conséquent, le parti plaide en faveur de l'élaboration d'une nouvelle loi fondamentale qui éliminera de telles lacunes.
Réforme du système judiciaire. Les principes fondamentaux d'un tribunal équitable pour les libertariens sont la protection de la liberté et de la propriété des citoyens tout en maintenant l'égalité de tous devant la loi. Les libertariens prônent l'indépendance et l'impartialité du système judiciaire, des tribunaux décentralisés et administrativement indépendants des autres organes gouvernementaux.
Décentralisation du système de maintien de l'ordre. Le Parti libertarien de Russie plaide pour la subordination directe et la reddition de comptes des forces de l'ordre aux habitants. ils proposent de donner aux gens la possibilité d'élire directement le chef de la police locale, et pour avoir la possibilité, d'organiser un référendum local pour transférer la fonction de maintien de l'ordre à une agence de sécurité indépendante. De plus, les libertariens estiment que les citoyens, conscients de leur responsabilité pour leurs actes et leur destin, devraient avoir le droit au port d'armes.
Recrutement contractuel de l'armée. Le parti exige l'abolition de la conscription militaire en Russie en tant qu'acte de privation violente de liberté. Selon le point de vue libertarien, la sécurité contre les invasions extérieures doit être assurée par une armée technologiquement avancée basée sur le recrutement contractuel.
Liberté économique. Le Parti libertarien de Russie plaide pour l'élimination de l'intervention gouvernementale dans l'économie, car elle nuit à l'État lui-même (principe du laissez-faire). Il est proposé de restaurer le droit à chacun de mener des activités entrepreneuriales libres et d'échanger des biens et des services. Le principe « tout ce qui est nouveau est libre » est proclamé : tous les biens nouvellement créés ne doivent pas être soumis à la réglementation et à la taxation étatiques.
Inviolabilité de la propriété privée. Le parti prône pour le contrôle total des personnes sur leur propriété privée et s'oppose à la confiscation des biens par l'État au nom des besoins publics.
Liquidation des droits de propriété intellectuelle. Le parti exige l'abolition complète des lois qui prévoient des sanctions en cas de violation des droits de propriété intellectuelle.
Privatisation des ressources naturelles. Le parti estime que la propriété des ressources naturelles n'est pas une forme distincte de propriété. Toutes les méthodes spécifiques de réglementation et les taxes liées à l'utilisation des ressources naturelles devraient être abolies.
Réduction des impôts. Le Parti libertarien de Russie propose une réforme fiscale dont l'objectif final est de n'avoir qu'un seul impôt direct, destiné à protéger la propriété et la liberté des citoyens. L'État est tenu de fournir régulièrement un rapport transparent sur la manière dont les fonds des contribuables sont utilisés et à quelles fins.
Réforme du système financier. Les libertariens condamnent la pratique du soutien de certains entrepreneurs aux frais des contribuables. Ils proposent de limiter considérablement l'émission de monnaie et de ne pas permettre les interdictions de concurrence monétaire.
Réforme de la sécurité sociale et médicale. Les libertariens classifient le système actuel de sécurité sociale comme extrêmement inefficace. Le parti plaide pour donner aux individus la possibilité, dans le cadre d'un marché libre, de choisir eux-mêmes les soins médicaux et les méthodes d'assurance. La charité doit être entièrement exempte de taxation.
Réforme du système de retraite. Le parti plaide pour l'abolition de l'obligation de cotiser à un régime de retraite et pour donner aux citoyens le choix de leur propre stratégie de retraite. Les cotisations de retraite actuelles devraient être entièrement restituées aux citoyens. Pour remplir ses obligations sociales accumulées, l'État propose d'utiliser les fonds provenant de la privatisation des biens publics et de l'exportation des ressources naturelles.
Confédération des municipalités. Le Parti libertarien de Russie plaide pour accorder aux municipalités des pouvoirs très étendus. À long terme, cela devrait conduire à un principe confédéral de structuration du pays, dans lequel la division territoriale en entités est complètement abolie et la principale unité territoriale devient la municipalité.

## Histoire

### 2007-2010
À la fin des années 2000, le parti a publié des déclarations sur des sujets d'actualité, des revues informatives et d'analyses (podcasts « Le regard Libertarien », « Les lois de l'univers »), organisé des traductions d'articles et de livres sur des sujets libertariens (par exemple, le célèbre livre de David Bergland « Le libertarianisme en une leçon » a été traduit en russe sur commande du Parti libertarien).
Le 15 avril 2008, une notification de l'enregistrement du premier comité de parti a été déposée auprès du ministère de la Justice. Il s'agissait également de la première tentative d'enregistrement du Parti libertarien. Le comité comprenait des citoyens de la fédération de Russie représentant 12 régions de Russie. Outre Saint-Pétersbourg, les régions actives à l'époque étaient Kalouga, Barnaoul et Omsk. Le 24 mai 2008, une conférence du parti s'est tenue à Moscou dans les locaux du Musée Sakharov, où la création de la branche moscovite de l'organisation a été officiellement enregistrée. Le 27 septembre 2008, une deuxième conférence moscovite intitulée « Nouveau code moral » a eu lieu. Lors de cette conférence était présenté un projet de programme du Parti libertarien.
Le Parti libertarien a commencé à se former en décembre 2007 à Saint-Pétersbourg. Le Parti libertarien a commencé à se former en décembre 2007 à Saint-Pétersbourg. Les fondateurs du parti étaient Oleg Khrienko, Alexander Kitchenko, Evgeny Anchugov et d'autres activistes civiques. À ses débuts, le parti existait comme un système de comités structuraux (informatif, organisationnel, etc.) et de factions (« anarcho-capitalistes », « minarchistes », « conservateurs », « verts », etc.). En parallèle à Saint-Pétersbourg, une branche du parti se formait également à Moscou. La branche moscovite du Parti libertarien a été fondée avec le soutien actif d'Oleg Khrienko, Alexander Rubiny, Vladimir Zhmykhov et Alexey Dudin à l'hiver 2007-2008. La première tradition de la branche moscovite a été la tenue de réunions hebdomadaires informelles des activistes du parti lors de pauses-café au café Shokoladnitsa près de la station de métro Sokol. Lors de ces réunions, les premiers documents programmatiques du parti ont été rédigés et le premier logo officiel de l'organisation a été approuvé. En mars 2008, une conférence fondatrice du parti s'est tenue à Moscou, lors de laquelle les statuts et autres documents du parti ont été adoptés. Le 5 avril 2008, une assemblée nationale de l'Autre Russie s'est réunie, où Vladimir Zhmykhov était présent en tant que député. Plus de 700 députés représentant des associations civiques de l'opposition, des mouvements sociaux et des partis ont participé aux travaux de l'Assemblée. Parmi les participants à l'Assemblée figuraient Gary Kasparov, Eduard Limonov, Lev Ponomarev, Andrei Illarionov, Viktor Gerashchenko, Heydar Jamal et d'autres.
En avril 2009, des rassemblements du parti ont eu lieu dans plusieurs villes pour promouvoir l'adoption de l'étalon-or et en novembre de la même année, les membres du parti ont créé le Mouvement national Tea Party - une série de manifestations de protestation contre l'intervention de l'État dans l'économie . Le pic d'activité de Tea Party a été atteint en 2010 (cinq manifestations dans trois régions). Les membres du parti ont participé aux manifestations et aux piquets de grève, organisé des débats et des ciné-clubs, et ont tenu des conférences du parti en ligne et physique (comme la Convention libertarienne à Moscou en juin 2009). Le 16 octobre 2010 a eu lieu les premières « Lectures Adam Smith » - un forum socio-politique consacré aux questions de liberté politique et économique.
En 2010-2011, les activistes du Parti libertarien, en collaboration avec plusieurs autres mouvements tels que « Solidarnost », le Mouvement national de l'opposition démocratique, le mouvement « Nation de la liberté », les « Radicaux libres », ont organisé une série d'événements appelés « Moscovite théière » contre la loi « Sur les fondements de la réglementation étatique du commerce en fédération de Russie » (la « Loi sur le commerce »), les impôts et les droits de douane élevés.

### 2010-2012
Le 19 février 2011, à Moscou, s'est tenue la première convention du Parti libertarien, lors de laquelle un nouveau statut. Juste avant la convention, il a eu une scission au sein du mouvement du parti : l'un des fondateurs du Parti libertarien, Oleg Khrienko, l'a quitté après que ses propositions concernant l'organisation de la structure du parti n'ont pas trouvé le soutien de la majorité des membres du parti. L'un des principaux points de désaccord était la décision sur l'enregistrement officiel du parti politique afin de participer aux élections législatives de 2011. Les dispositions législatives russes en vigueur ne laissaient pas de possibilité d'enregistrer le parti, donc la convention a décidé de se concentrer sur l'adoption d'un statut libertarien fonctionnel plutôt que sur les exigences du ministère de la Justice russe. Lors de cette première convention, les deux principaux organes du parti était formés : le Comité fédéral et l'Arbitrage, avec Andreï Chalnev élu président du Comité fédéral.
Les importantes falsifications lors des élections législatives russes de 2011 ont suscité une vague de protestations civiques. Les membres du parti ont participé à l'observation des élections et à des manifestations de protestation contre les violations du processus électoral. Le 5 décembre 2011, les libertariens Dmitri Akater et Evgeny Kalyonov ont été arrêtés (ce dernier pour avoir prétendument « bloqué seul la rue Tverskaya et Teatralny proezd » lors d'une manifestation). Lors des manifestations du 6 mai 2012, plusieurs membres de LPR était arrêtés. Le Parti libertarien de Russie était présent en tant que participant et organisateurs à la campagne politique de contestation de 2011-2012 et a ensuite régulièrement participé aux manifestations contre la corruption, les fraudes électorales, la loi interdisant l'adoption d'enfants russes par des citoyens américains, la participation des militaires russes à la guerre du Donbass, ainsi que d'autres actions de protestation, aussi bien à Moscou que dans les régions. Les représentants du LPR ont participé aux manifestations de l'opposition à Saint-Pétersbourg contre la loi interdisant la « propagande de l'homosexualité », aux actions en défense des droits des entrepreneurs, contre les abus policiers, le durcissement de la législation contre les ONG et autres,.
Le 4 mars 2012, Vera Kichanova, membre du Comité fédéral, a remporté 2 409 voix (19,15 %) et elle est arrivée troisième dans le quatrième district à mandat unique. Elle a été élue à l'assemblée municipale du district de Ioujnoïe Touchino à Moscou, dans le premier district électoral, devenant ainsi la première députée de l'histoire de la Russie issue du Parti libertarien,.
En mars 2012, la Douma d'État a simplifié les exigences d'enregistrement des partis politiques, rendant ainsi à nouveau pertinente la question de l'enregistrement. Le 28 mars 2012, le Parti libertarien a déposé une demande d'enregistrement du comité d'organisation. Le 3 avril 2012, Andreï Chalnev a participé à une réunion avec le président russe Dmitri Medvedev et les dirigeants des groupes d'initiative pour la création de partis politiques,.. Les 10 et 11 juin 2012 s'est tenu le deuxième congrès du Parti libertarien de Russie. Lors du congrès, la décision était prise d'enregistrer officiellement le parti et un nouveau statut conforme aux exigences de la loi russe sur les partis politiques a été adopté. Andreï Chalnev a été élu président du parti. Le Comité fédéral, composé selon le nouveau statut de sept membres, dont le président, comprenait : Vera Kichanova, Sergueï Novikov, Sergueï Boïko, Iouri Polozev, Evgeny Kalionov, Iouri Nozdrin.
Par la suite, l'enregistrement officielle du Parti libertarien de Russie n'a jamais abouti : bien que le LPR a déclaré que toutes les exigences de la loi étaient scrupuleusement respectées dont le renommage de l'Arbitrage interne du parti en Comité éthique. Le ministère de la Justice russe trouvait constamment de nouvelles raisons formelles de refuser l'enregistrement.
En octobre 2012, les libertariens ont participé aux élections au Conseil de coordination de l'opposition (Andrei Shalnev et Vladimir Osenin ont été nommés mais n'ont pas été élus),,.

### Après 2012
À cette époque, le Parti continue de développer des projets d'information. De novembre 2010 à octobre 2014, le journal Atlant a été publié et en novembre 2014, le Digest of Decision Makers a commencé ses travaux. Depuis décembre 2010, le podcast informatif et analytique de Sergueï Venevitinov , Du côté de la liberté, est publié, et en 2011, le podcast Freedom Analytics est sorti. En 2013, une note destinée aux conscrits, publiée par le Parti dans le cadre de la « campagne contre l’esclavage par conscription », est devenue célèbre.
Les lectures d'Adam Smith ont lieu chaque année, attirant de plus en plus l'attention du public. Des forums de personnes libres sont régulièrement organisés dans les régions (le premier a eu lieu le 11 février 2012 à Veliki Novgorod). Le 1er février 2015, la première conférence commémorative Ayn Rand s'est tenue à Saint-Pétersbourg.
Le 9 mars 2013, à Moscou, s'est tenue la première assemblée générale constitutive du Parti libertarien de Russie,. Elle a réuni des représentants de 44 régions de Russie, plus de 100 membres du parti et des invités. Au cours de l'assemblée, un nouveau bureau fédéral a été élu et le nom officiel du parti a été approuvé : « Parti libertarien de Russie ».
Lors des élections anticipées à la mairie de Moscou, qui ont eu lieu le 8 septembre 2013, le Parti libertarien de Russie n'a soutenu aucun des candidats en lice. Le parti a adopté la position suivante : « Notre candidat - le second tour ». Le jour du vote, des représentants du Parti libertarien ont participé à l'observation dans les bureaux de vote. Après l'annonce de la victoire du maire actuel, Sergueï Sobianine, dès le premier tour, le Parti libertarien a demandé la tenue d'un second tour en raison de nombreuses violations commises lors du vote et du dépouillement.
Pendant la crise politique en Ukraine, le PLR a condamné les actions du gouvernement dirigé par Viktor Ianoukovitch, ainsi que l'annexion de la Crimée par la Russie. Après le début de la guerre du Donbass en Ukraine, le PLR a condamné les actions du gouvernement russe, l'accusant de financer des formations armées dans l'est de l'Ukraine aux dépens des contribuables russes.
À l'été 2014, le Parti libertarien a présenté Vera Kichanova comme candidate à la Douma municipale de Moscou. Vera Kichanova était députée municipale du district de Ioujnoïe Touchino. Elle a été présentée dans la deuxième circonscription uninominale (les districts de Severnoe et Ioujnoe Tushino, Kourkino et Novo-Peredelkino). Après le refus du parti Iabloko de soutenir sa candidature, Kichanova a annoncé qu'elle se présentait aux élections en tant qu'indépendante. Au cours de la campagne électorale, Vera Kichanova et les volontaires chargés de recueillir des signatures en sa faveur ont été attaqués par des agents de sécurité du centre commercial, situé à proximité du lieu de collecte des signatures,. Pour s'enregistrer, il était nécessaire de recueillir 6 000 signatures, mais après avoir recueilli 2 500 signatures, La campagne électorale a été écourtée.
Le 15 septembre 2014, le président du parti, Andrey Shalnev, a été élu au Conseil des députés de la ville de Pouchkino, obtenant 662 voix (28,36 %) des électeurs et se classant deuxième dans un district à cinq sièges,.
Le 6 mars 2015, l'Alliance internationale des partis libertariens (AIPL) a été créée. Le Parti libertarien de Russie a ratifié la Charte de l'AIPL, devenant ainsi l'un des membres fondateurs de l'Alliance (le représentant du Parti libertarien de Russie à l'AIPL étant Vladimir Osenin),. À l'été 2015, dans le cadre de l'Université libertarienne, un cours de conférences sur la politique et l'économie a été organisé par des membres du LPR et des conférenciers invités.
Le quatrième congrès du LPR s'est tenu le 31 octobre 2015 à Moscou. Il a principalement été consacré à la modification des documents statutaires avant une nouvelle tentative d'enregistrement officielle du Parti. Lors de ce congrès, l'ancien comité fédéral, déjà affaibli, a démissionné de ses fonctions de manière anticipée. Ensuite, un nouveau comité fédéral a été formé, comprenant à moitié des représentants des sections régionales.

### Élections à laDouma d'Étatde la septième convocation en 2016
Le 20 avril 2015, le Parti libertarien a annoncé son adhésion à une coalition de forces d'opposition basée sur le parti RPR-PARNAS afin de participer aux élections régionales de 2015 aux élections législatives russes de 2016 à la Douma d'État prévues pour septembre 2016,.
Le 10 décembre 2015, à Moscou, une réunion de tous les membres de la coalition démocratique a eu lieu et la décision a été prise de participer aux élections à la Douma d'État de 2016 sur la plateforme du parti enregistré Parti de la liberté du peuple (PARNAS). Outre le Parti libertarien de Russie, la coalition démocratique comprenait des représentants des partis suivants : le Parti de la liberté du peuple (PARNAS), le Choix démocratique, le Parti du progrès, le Parti du 5 décembre, et le mouvement Solidarnost. Dans le cadre de la coalition démocratique, le candidat des libertariens était l'entrepreneur local Mikhail Sazonov, qui s'était présenté comme candidat aux élections régionales de 2015 à l'assemblée régionale et municipale de la région de Kalouga.
Malgré la décision de la coalition démocratique de renoncer à présenter une liste de parti aux élections, le Parti libertarien a continué à collecter des signatures pour son candidat dans une circonscription uninominale et a déposé les documents nécessaires à la commission électorale le 29 juillet. Pour Mikhail Sazonov, 1 857 signatures de résidents de Kalouga ont été recueillies, dont 1280 ont été soumises à la commission électorale (le nombre maximum possible). Lors de la réunion de la commission électorale régionale le 5 août, il a été décidé de refuser l'enregistrement de Mikhail Sazonov sur la base de l'avis d'un graphologue, qui a trouvé plusieurs « fausses signatures » dans les listes de signatures. Une vidéo largement diffusée montre des personnes, selon le graphologue, ayant contrefait leurs propres signatures, demandant des explications à la commission électorale.
En 2016, les membres du Parti libertarien de Russie ont participé aux élections à la septième Douma d'État, où, sur la support du parti enregistré Parti de la liberté du peuple (PARNAS), ils ont été présentés dans deux circonscriptions uninominales. Dans la circonscription électorale no 70 (Komsomolsk, Kraï de Khabarovsk), Alexandre Simontsev a été présenté, et dans la circonscription électorale no 125 (Serguiev Possad, région de Moscou), Andrey Shalnev a été présenté. Les deux candidats ont été enregistrés par les commissions électorales de district.
Selon les résultats du vote, le Parti de la liberté du peuple (PARNAS) a obtenu la onzième place et n'a pas dépassé le seuil de 5 %, obtenant 0,73 % des voix.
Dans les deux circonscriptions uninominales où les candidats du Parti libertarien de Russie ont participé, aucun d'entre eux n'a réussi à remporter la victoire : dans la circonscription électorale no 70, Alexandre Simontsev a obtenu 2,01 % des voix, et dans la circonscription électorale no 125, Andrey Shalnev a obtenu 4,78 % des voix.

### 2017
Le cinquième congrès du Parti, le 4 mars 2017, a décidé de suspendre les tentatives d'enregistrement du Parti libertarien jusqu'à ce que la situation politique dans le pays change. Lors de ce congrès, des élections ont eu lieu pour le poste de président du Comité fédéral, au cours desquelles Sergey Boyko a remplacé Andrey Shalnev, qui avait dirigé le Parti libertarien depuis 2011. Le congrès a soutenu l'enregistrement d'Alexei Navalny en tant que candidat aux élections présidentielles, soulignant néanmoins les divergences idéologiques existantes dans son programme.
Aux élections municipales de 2017, sept membres du Parti se sont portés candidats, dont cinq à Moscou. À l'issue de la campagne, Dmitry Maximov a remporté la victoire à Iakimanka, tandis qu'un autre conseiller municipal de Iakimanka, Dmitry Petrov, a rejoint le Parti libertarien peu de temps après les élections. Lors des élections complémentaires des membres du Conseil des députés de la ville de Pouchkino, qui ont eu lieu le 10 septembre 2017, l'équipe de l'ancien président du parti, Andrey Shalnev, a remporté la victoire avec un score de 100 % (2 sièges sur 2).
Les membres du Parti libertarien ont activement participé aux protestations, beaucoup se sont joints aux manifestations de Navalny les 26 mars et 12 juin 2017. Lors du rassemblement du 26 mars 2017 à Petrozavodsk, un membre du Parti libertarien, Vitaly Fleganov, a d'abord été victime d'une tentative d'enlèvement, puis a été arrêté. Le Parti a lancé une collecte de fonds urgente pour sa défense juridique et a couvert le déroulement de l'affaire concernant « la violation de l'ordre de la manifestation » (Fleganov a été acquitté lors de la cinquième audience). En mai 2017, un militant du Parti libertarien à Kazan, Iskander Gumerbaev, a été condamné à 12 jours de détention administrative et à 35 heures de travaux d'intérêt général pour avoir installé un stand de campagne électorale en soutien à Alexeï Navalny sur la place centrale de la ville.
Le 5 novembre 2017, lors des Lectures d'Adam Smith, la police a arrêté plus de 30 personnes parmi les participants à la conférence, dont le conférencier Mikhail Svetov. Le motif en était qu'ils ne rentraient pas seuls de leur pause déjeuner au café, mais la police cherchait ce jour-là les partisans de Maltsev. Pendant le trajet dans le car de police, Mikhail Svetov a donné une brève conférence sur les avantages du libertarianisme pour la population la plus défavorisée.
Malgré une pression sans précédent de l'État russe (qui s'est poursuivie en 2018 avec une affaire pénale contre Dmitry Klepikov pour ses communications en ligne et une agression contre Mikhail Svetov à l'aéroport de Kemerovo,), le Parti libertarien de Russie a poursuivi ses activités politiques et propagation des idées libertariennes. Les libertariens russes ont organisé des débats, des manifestations et des rassemblements, ont participé à l'observation des élections locales et fédérales (lors des élections présidentielles de 2018, les membres du Parti libertarien ont observé dans plusieurs régions de toute la Russie), et ont proposé des initiatives législatives (telles que l'abolition de la taxe de transport à Moscou).
Depuis 2017, SVTV, la chaîne YouTube de Mikhail Svetov, a gagné en popularité, et des discussions publiques et des chaînes ont été organisées sur la messagerie Telegram. L'activité autonome des sections régionales a considérablement augmenté.

### 2018
À la suite du blocage de Telegram en Russie, Le Parti libertarien de Russie a organisé à Moscou, une manifestation intitulée « Contre le blocage de Telegram ». Selon diverses estimations, l'événement a attiré entre 7 500 et 12 500 personnes. Les intervenants de la manifestation comprenaient : Alexei Navalny, Sergey Boyko, Alexander Isavnin, Dmitry Bogatov, Sergey Smirnov, Mikhail Svetov et les chanteurs,,.
.

### 2019

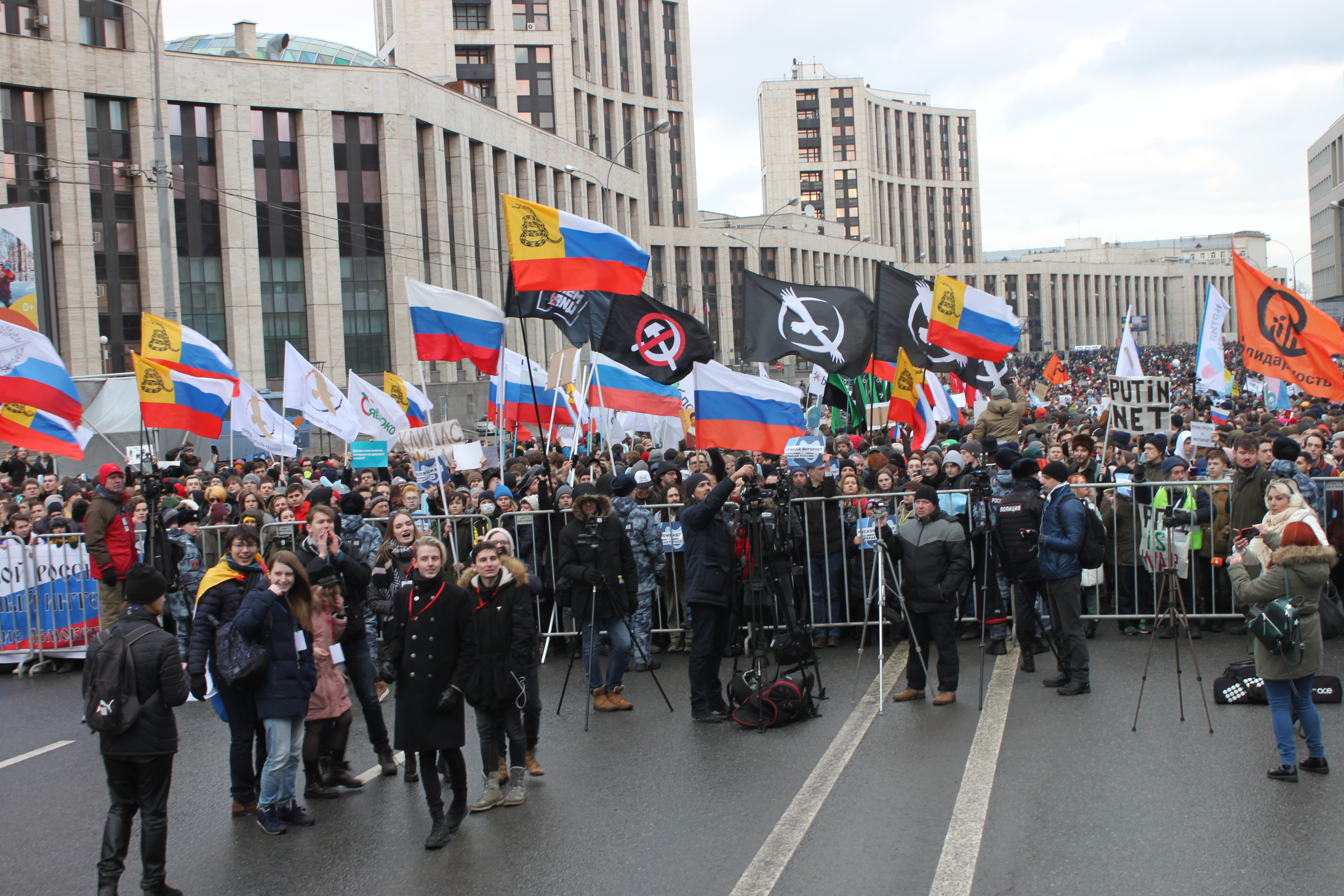
Rassemblement contre l'isolement d'Internet à Moscou.

Le 10 mars 2019, à Moscou et dans plusieurs régions de Russie, des manifestations intitulées « Contre l'isolement de l'Internet » ont eu lieu, organisées et soutenues par le Parti libertarien de Russie. À Moscou, l'événement sur l'avenue Sakharov a rassemblé environ 16 000 personnes représentant un large éventail de mouvements politiques. Exerçant leur droit à la « discrimination privée », les organisateurs de la manifestation ont refusé à des représentants de Russia Today et de Life, un média en ligne pro-Poutine, l'accès à la zone de presse de la manifestation. Selon Russia Today, la situation était différente et la chaîne s'est vu interdire de couvrir la manifestation dans son ensemble, violant ainsi la liberté d'information. Le scandale croissant est devenu l'objet de reportages dans les émissions d'information nationales. Le Parti libertarien de Russie a publié des photos de l'équipe de tournage montrant clairement que les journalistes n'étaient pas autorisés à entrer dans la zone de presse par l'entrée officielle. L'accès pour les participants à la manifestation, surveillé par la police de Moscou, était ouvert à tous. La direction de Life n'a pas exprimé de plaintes à l'égard des organisateurs. Sur Internet, une enquête anonyme de conspiration a également été publiée, concernant le financement de la manifestation par le célèbre blogueur Pewdiepie. Dans son discours lors de la manifestation, Mikhail Svetov, membre du comité fédéral du Parti libertarien de Russie, a exprimé un « profond mépris envers ce pouvoir », affirmant qu'il manquait aux qualités essentielles telles que l'honnêteté, la justice et la probité. Pour conclure son discours lors de la manifestation, Svetov a déclaré qu'aucun des 24 principaux blogueurs YouTube qu'il avait appelés à venir et à s'exprimer lors de la manifestation n'avait accepté.
À l'été 2019, Roskomnadzor a ajouté à la liste des sites interdits une ancienne page Instagram de Mikhail Svetov : lors d'une expertise judiciaire, certaines des publications ont été qualifiées de pornographie infantile. Roskomnadzor a exigé que le contenu soit supprimé par le réseau social. Le 6 novembre 2019, une affaire pénale a été ouverte en vertu de l'article 135 du Code pénal de la fédération de Russie (actes de débauche à l'égard de mineurs) en raison d'une publication sur le même ancien compte Instagram. La police a perquisitionné l'appartement de Mikhail et a saisi un serveur. Svetov qualifie ces mesures d'enquête d'une nouvelle tentative de pression des autorités en raison de ses activités politiques

### Après l'invasion de l'Ukraine par la Russie
Le début de l'invasion militaire de la Russie sur le territoire de l'Ukraine a contraint de nombreux membres du parti à quitter la Russie en raison d'une intensification de la persécution par l'État, ainsi que de l'introduction de nouveaux articles administratifs et pénaux, notamment l'article 20.3.3 du Code administratif de la fédération de Russie, ainsi que les articles 207.3 et 280.3 du Code pénal de la fédération de Russie (la discréditation des Forces Armées de la fédération de Russie), qui ont créé une menace de poursuites à l'encontre des membres du parti.
À l'automne 2023, les huitièmes congrès des deux partis ont eu lieu. À l'issue de ces congrès, de nouveaux présidents ont été élus : Sergei Karnavsky (le 16 septembre) et Marina Matsapulina (le 15 octobre). Les congrès ont entièrement réélu les organes centraux des partis pour un mandat jusqu'en 2027,.

## Les conflits internes au sein du PLR.

### Crise de 2010
En 2010, certains membres du parti, dirigés par l'un des fondateurs de l'organisation, Oleg Khrienko, l'ont quitté et ont créé le Parti de la liberté, qui a ensuite été rebaptisé « Alliance pour la liberté ». Avant le premier congrès du parti en 2011, certains membres exprimaient leur mécontentement à l'égard du nouveau règlement, et après que le congrès l'a presque unanimement adopté, ils ont quitté l'organisation.

### Crise de 2012-2013
En février 2012, Alexandre Chirokovski-Smirnov, élu trésorier lors du premier congrès, a annoncé la création d'un nouveau comité organisationnel pour la création du Parti libertarien, composé de 11 personnes, dont 10 n'avaient pas précédemment fait partie du PLR. Cependant, la direction du parti dirigée par Andreï Chalnev a déclaré que Chirokovski-Smirnov avait été démis de ses fonctions de trésorier un mois auparavant pour non-respect de ses obligations et l'a accusé d'avoir détourné les noms de domaine appartenant au parti, libertarianparty.ru et libertarians.ru.
Le 7 mars 2013, le ministère de la Justice de Russie répertoriait trois comités d'organisation comme « actifs » :
- Le 28 mars 2012, Alexandre Chirokovski-Smirnov a déposé un avis au nom du comité d'organisation pour la création du Parti libertarien[72] ;
- Le 29 mars 2012, Andreï Chalnev a déposé un avis au nom du comité d'organisation pour la création du Parti libertarien de Russie[73] ;
- Le comité d'organisation de l'« Alliance de la Liberté » a également été enregistré, avec une notification déposée au nom de Roman Balakirev le 20 mars 2012.

### Attaque à Saint-Pétersbourg
Le 20 septembre 2018 à Saint-Pétersbourg, Mikhail Svetov a été victime d'une attaque armée. Lors d'une réunion entre Mikhail et des membres de la section régionale, un membre de la LPR, Andrei Volkov, après une brève altercation avec Svetov, a sorti un couteau et l'a attaqué. L'agresseur filmait secrètement la scène. Selon les organes directeurs du parti, cela laisse à penser qu'une provocation contre Mikhail Svetov était planifiée dès le départ. À la suite de cet incident, le membre de la LPR qui a agressé Mikhail a été exclu du parti. De plus, lors d'une réunion extraordinaire du Comité fédéral de la PLR le 27 septembre 2018, plusieurs représentants des organes directeurs et de révision de la section de Saint-Pétersbourg ont été exclus du parti. Ils étaient accusés de diriger la section de manière externe, de mentir systématiquement aux membres du parti et de provoquer une division au sein de la section. Les personnes exclues du parti, ainsi que celles qui sont parties volontairement en signe de solidarité avec les accusés, ont ensuite formé une organisation appelée « Club de thé ».

### Schisme de 2020
Le 4 août 2020, un communiqué du Comité fédéral de la LPR est apparu sur le site de la LPR, déclarant qu'un groupe dirigé par le chef du parti, Sergey Boyko, et un membre du Comité fédéral du parti, Andrey Shalnev, planifiait de provoquer un schisme, d'exclure les opposants et de tenir un faux congrès. Un extrait de l'enregistrement d'une réunion Zoom de Sergey Boyko avec ses partisans a également été publié. Le communiqué du Comité fédéral indiquait également qu'une prise de contrôle du site web du parti et de certains réseaux sociaux pourrait bientôt avoir lieu. Le lendemain, cette déclaration a été supprimée, et le président de la LPR, Sergey Boyko, ainsi que le président du Comité éthique de la LPR, Vladimir Osenin, ont fait une déclaration commune selon laquelle «… une tentative de coup administratif se déroule au sein du Parti libéral russe, dont les organisateurs sont la direction du groupe « Principes et affaires » composée de Mikhail Svetov, Yaroslav Konvey, Igor Efremov, Igor Romanov et Anton Ovcharov ». Le porte-parole du parti, Alexander Good, a ensuite déclaré que le Comité fédéral avait perdu le contrôle du site libertarian-party.ru et a présenté le domaine lp-russia.org, qui est sous le contrôle du Comité fédéral.
Le 26 septembre 2020, lors d'une réunion générale de la section moscovite du PLR (Boyko), Anton Ovcharov, membre de la faction « Principes et action », a pulvérisé un aérosol de poivre dans la salle,. Selon la déclaration d'une des parties, il s'agissait d'une tentative de perturber l'événement, tandis que selon une autre, l'aérosol a été utilisé à des fins d'auto-défense.

## Faits intéressants

Drapeau du libertarianisme russe

Les partisans du parti utilisent lors des événements le drapeau du « libertarianisme russe ». Le projet de ce drapeau est basé sur le « nouveau drapeau national russe » de 1914 et le drapeau de Gadsden. En mars 2019, le secrétaire de la branche locale du LPR, le coordinateur du mouvement « Kuzbass protestant », Lev Gyammer, a été condamné à une amende pour avoir utilisé le drapeau du libertarianisme russe à Novokuznetsk. De même, en novembre 2020, un membre de la branche de Sverdlovsk du LPR, Stanislav Zharkov, a été condamné à une amende pour avoir utilisé le drapeau à Ekaterinbourg. Le croquis du drapeau a été présenté pour la première fois en 2017 par un membre du LPR, Mikhail Svetov.
Le membre du Parti libertarien de Russie, Viktor Vorobyov, dirige la faction du Parti communiste de la fédération de Russie au Conseil d'État de la république de Komi,.